# Cascadeuses (film, 2023)
 (février 2024).
La mise en forme du texte ne suit pas les recommandations de Wikipédia : il faut le « wikifier ».
Les points d'amélioration suivants sont les cas les plus fréquents. Le détail des points à revoir est peut-être précisé sur la page de discussion.
- Les titres sont pré-formatés par le logiciel. Ils ne sont ni en capitales, ni en gras.
- Le texte ne doit pas être écrit en capitales (les noms de famille non plus), ni en gras, ni en italique, ni en « petit »…
- Le gras n'est utilisé que pour surligner le titre de l'article dans l'introduction, une seule fois.
- L'italique est rarement utilisé : mots en langue étrangère, titres d'œuvres, noms de bateaux, etc.
- Les citations ne sont pas en italique mais en corps de texte normal. Elles sont entourées par des guillemets français : « et ».
- Les listes à puces sont à éviter, des paragraphes rédigés étant largement préférés. Les tableaux sont à réserver à la présentation de données structurées (résultats, etc.).
- Les appels de note de bas de page (petits chiffres en exposant, introduits par l'outil «  Source ») sont à placer entre la fin de phrase et le point final[comme ça].
- Les liens internes (vers d'autres articles de Wikipédia) sont à choisir avec parcimonie. Créez des liens vers des articles approfondissant le sujet. Les termes génériques sans rapport avec le sujet sont à éviter, ainsi que les répétitions de liens vers un même terme.
- Les liens externes sont à placer uniquement dans une section « Liens externes », à la fin de l'article. Ces liens sont à choisir avec parcimonie suivant les règles définies. Si un lien sert de source à l'article, son insertion dans le texte est à faire par les notes de bas de page.
- La présentation des références doit suivre les conventions bibliographiques. Il est recommandé d'utiliser les modèles {{Ouvrage}}, {{Chapitre}}, {{Article}}, {{Lien web}} et/ou {{Bibliographie}}. Le mode d'édition visuel peut mettre en forme automatiquement les références.
- Insérer une infobox (cadre d'informations à droite) n'est pas obligatoire pour parachever la mise en page.

Pour une aide détaillée, merci de consulter Aide:Wikification.
Si vous pensez que ces points ont été résolus, vous pouvez retirer ce bandeau et améliorer la mise en forme d'un autre article.
Pour plus de détails, voir Fiche technique et Distribution.
Cascadeuses est un film documentaire suisse, co-produit avec la France, réalisé par Elena Avdija et sorti en 2022.
Le film remporte le Prix du cinéma suisse 2023 du Meilleur documentaire et est également primé au Zurich Film Festival 2022.

## Fiche technique
- Titre : Cascadeuses
- Titre international : Stuntwomen
- Réalisation : Elena Avdija
- Image : Augustin Losserand, Blaise Harrison
- Montage : Myriam Rachmuth
- Montage son et mixage : Etienne Curchod
- Musique originale : Marzella
- Production : Agnieszka Ramu, Marie-Lou Pahud, Ursula Meier, Cécile Lestrade, Elise Hug
- Sociétés de production : Bande à part Films, Alter Ego Production
- Chaînes coproductrices : RTS, ARTE
- Ventes internationales : Andana Films

## Festivals
- Festival international du film francophone de Namur
- Dokufest
- Festival international du film de Shanghai
- Festival international du film de Carthagène
- Journées de Soleure
- Festival international du film documentaire d'Amsterdam
- Zurich film festival

## Réception
Le film reçoit un très bon accueil critique, notamment par des journaux comme Libération qui juge le film « efficace » lorsqu'il « met en lumière trois cascadeuses bien décidées à voler leur dose d’adrénaline et de plaisir au cœur d’une fabrique de l’image percluse de stéréotypes sexistes. » Le journal Télérama souligne également qu'il s'agit d'un documentaire « marquant qui traduit l'omniprésence des violences faites aux femmes dans l'imaginaire cinématographique. »
En France, le film est programmé par ARTE dans la case Société, dans le cadre de la série de documentaires intitulée La vie en face.